# 와카마쓰 고지
와카마쓰 고지(일본어: 若松 孝二, 1936년 4월 1일 ~ 2012년 10월 17일)는 일본의 영화 감독이다. 핑크 영화 《천사의 황홀》 (1972), 《가라, 가라 두 번째 처녀》 (1969) 등을 감독했으며, 오시마 나기사 감독의 문제작 《감각의 제국》 (1976) 을 제작하기도 했다. 핑크 영화 부흥에 가장 이바지한 감독이자 1960년대 일본 영화를 이끈 감독 가운데 한 명으로 꼽힌다.
2010년 영화 《캐터필러》는 제60회 베를린 국제 영화제 황금 곰상 후보에 올랐다.
2012년, 제17회 부산국제영화제에서 '올해의 아시아영화인상'을 수상하였다. 또한, 해당 영화제 기간 중 6일 오후 8시 센텀시티 1관에서 마스터클래스를 진행하였다.

## 생애
미야기현 도다군 와쿠야정 출신이다. 2학년 때 농업 고등학교를 중퇴 후, 상경해 장인의 견습이나 신문배달, 야쿠자 심부름꾼 등을 경험했다. 1957년 깡패들간의 싸움에서 체포되어 반년간 구금되고 집행유예를 선고받았다.
2012년 10월 12일 횡단보도를 건너다 택시에 치여 도쿄의 한 병원으로 이송되었으며, 17일 사망했다.

## 작품

### 감독
- 벽속의 비사 (1965년)
- 태아가 밀렵될 때 (1966년)
- 더럽혀진 백의 (1967년)
- 광란의 질주 (1969년)
- 처녀 게바게바 (1969년)
- 가라, 가라 두 번째 처녀 (1969년)
- 천사의 황홀 (1972년)
- 캐터필러 キャタピラー (2010년)
- 해연호텔 블루 海燕ホテル・ブルー (2012년)
- 11·25 자결의 날 미시마 유키오와 젊은이들 11・25自決の日 三島由紀夫と若者たち (2012년)
- 천년의 유락 千年の愉楽 (2012년)

### 제작
- 감각의 제국 (1976년)